# Christian Andersen (journalist)
 For alternative betydninger, se Christian Andersen. (Se også artikler, som begynder med Christian Andersen)
Christian Andersen (født 1965) er journalist og vinder af Cavlingprisen. Han var ansat i DR. Begyndte i B&U. Lavede TRANSIT, senere også børne-tv i DR. Blev ansat på ZTV indtil den lukkede. Har arbejdet for TV3, TV2, DR2, DR1. Har lave dokumentar og undersøgende journalistik på de kanaler han har været ansat på. Det er også blevet til et par radio-dokumentarprogrammer. 
Christian Andersen vandt sammen med Michael Klint Cavlingprisen 2005 for tv-dokumentaren Hævet over mistanke som blev sendt på DR1 9. november 2005. Den handler om en sag (Løgstørsagen) hvor en person døde i forbindelse med en anholdelse.

## TV dokumentarer
- De kastrerede (2001)
- Under anklage (2004)
- Hævet over mistanke (2005)
- Kundbypigen: hvorfor ville min lillesøster være terrorist? (2018)

## TV serier
- Strømer på Stenbroen (1998)
- Bladet (2000)
- TvRazzia (2000–2001)
- TV3 Extra (2002)
- Sagen ifølge Sand (2002–2003)
- Insider (2004)

## Bøger
- Klint, Michael (2006). Hævet over mistanke (1. udgave, 1. oplag udgave). Søborg: DR Multimedie. ISBN 978-87-7680-211-0.